# Темерешев, Пётр Иванович
Пётр Иванович Темерешев (14 января 1911, Яранский уезд, Вятская губерния — 7 апреля 1986, Йошкар-Ола) — советский партийный и государственный деятель; председатель Совета Министров Марийской АССР (1951—1954).

## Биография
Родился 14 января 1911 года в деревне Большой Церменур.
С 1931 года — учитель в Марийской АССР. Служил в рядах Красной Армии, затем был инструктором, первым секретарём Марийского обкома ВЛКСМ. Окончил Высшую школу пропагандистов при ЦК ВКП(б).
В 1937 году принят в ВКП(б). Заместитель заведующего Отделом пропаганды и агитации Марийского областного комитета ВКП(б).
В июне 1941 года был призван в РККА; окончил курсы военных комиссаров в Горьком; с июля 1942 — в боях Великой Отечественной войны: секретарь партбюро танкового батальона, старший инструктор политотдела 12-й армии; капитан. Был ранен, удостоен боевых наград.
С марта 1946 года работал начальником отдела Марийского обкома ВКП(б).
С февраля 1951 по ноябрь 1954 года — председатель Совета Министров Марийской АССР. В последующем — первый секретарь Куженерского районного комитета КПСС, начальник управления топливной промышленности Марийской АССР.
Делегат XIX съезда КПСС (1952). Избирался депутатом (от Марийской АССР) Совета Союза Верховного Совета СССР 4-го созыва (1954—1958); депутатом Верховного Совета Марийской АССР III—V созывов (1952—1963; в III и IV созывах, до ноября 1955 года, был заместителем Председателя Президиума Верховного Совета Марийской АССР). Делегат XIX съезда КПСС (1952).
Умер в 1986 году в Йошкар-Оле.

## Награды
- медаль «За боевые заслуги» (3.3.1943)[4]
- орден Красной Звезды (7.11.1943)[6]
- орден Отечественной войны I степени (6.4.1985)[9]
- орден Трудового Красного Знамени (1951)
- орден «Знак Почёта» (1966)
- орден Октябрьской Революции (1971)
- Почётная грамота Президиума Верховного Совета Марийской АССР (1946, 1957, 1967, 1971)[3][1].

## Комментарии
1. ↑  Деревня Большой Церменур, относившаяся к Комаровской, в 1920-е годы — к Тужинской волости Яранского уезда, в последующем входила в состав Соболинского сельсовета Тужинского района Кировской области; не сохранилась[2].